# کیزوکوری، آئوموری
کیزوکوری، آئوموری (به لاتین: Kizukuri) یک منطقهٔ مسکونی در ژاپن است که در ناحیه توهوکو واقع شده‌است. کیزوکوری ۱۹٬۱۲۳ نفر جمعیت دارد.